# Cupa României 1978/79
Der Cupa României in der Saison 1978/79 war das 41. Turnier um den rumänischen Fußballpokal. Sieger wurde zum 13. Mal Steaua Bukarest, das sich im Finale am 1. Juli 1979 gegen Sportul Studențesc durchsetzen konnte. Dadurch qualifizierte sich Steaua für den Europapokal der Pokalsieger. Titelverteidiger Universitatea Craiova war im Viertelfinale ausgeschieden.

## Modus
Die Klubs der Divizia A stiegen erst in der Runde der letzten 32 Mannschaften ein. Ab dem Achtelfinale wurden alle Spiele – abgesehen vom Finale, das traditionell in Bukarest stattfand – auf neutralem Platz ausgetragen. Es wurde jeweils nur eine Partie ausgetragen. Stand diese nach 90 Minuten unentschieden, folgte eine Verlängerung von 30 Minuten. Falls danach noch immer keine Entscheidung gefallen war, kam im Sechzehntelfinale die auswärts spielende Mannschaft eine Runde weiter, ab dem Achtelfinale wurde die Entscheidung im Elfmeterschießen herbeigeführt.

## Sechzehntelfinale
| Datum            |                      | Ergebnis  |                       |
| ---------------- | -------------------- | --------- | --------------------- |
| 28. Februar 1979 | Steagul Roșu Brașov  | 1:0       | UTA Arad              |
|                  | Metalul Bukarest     | 3:1 n. V. | Corvinul Hunedoara    |
|                  | Victoria Carei       | 0:1       | Sportul Studențesc    |
|                  | Muscelul Câmpulung   | 1:2       | Dinamo Bukarest       |
|                  | Universitatea Cluj   | 2:2 n. V. | SC Bacău              |
|                  | FC Constanța         | 0:0 n. V. | Steaua Bukarest       |
|                  | FCM Galați           | 2:0 n. V. | FC Bihor Oradea       |
|                  | Minerul Ghelar       | 0:2       | FC Argeș Pitești      |
|                  | Energia Onești       | 0:0 n. V. | Politehnica Timișoara |
|                  | Constructorul Iași   | 2:2 n. V. | Jiul Petroșani        |
|                  | Laminorul Nădrag     | 0:5       | Universitatea Craiova |
|                  | Chimia Brazi         | 2:0       | FC Baia Mare          |
|                  | Gloria Buzău         | 1:0       | AS Armata Târgu Mureș |
|                  | Politehnica Iași     | 5:0       | Olimpia Satu Mare     |
|                  | Dinamo Slatina       | 1:0       | Chimia Râmnicu Vâlcea |
|                  | Sticla Arieșul Turda | 1:0 n. V. | CS Târgoviște         |

## Achtelfinale
| Datum        |                       | Ergebnis              |                      | Ort              |
| ------------ | --------------------- | --------------------- | -------------------- | ---------------- |
| 16. Mai 1979 | Gloria Buzău          | 3:1                   | Sticla Arieșul Turda | Brașov           |
|              | Steaua Bukarest       | 4:1                   | Metalul Bukarest     | Bukarest         |
|              | FCM Galați            | 2:1                   | Jiul Petroșani       | Câmpulung Muscel |
|              | Politehnica Timișoara | 2:0                   | SC Bacău             | Cluj-Napoca      |
|              | Steagul Roșu Brașov   | 2:1                   | Dinamo Slatina       | Pitești          |
|              | Dinamo Bukarest       | 5:3 n. V.             | Politehnica Iași     | Sibiu            |
|              | Universitatea Craiova | 4:1                   | Chimia Brazi         | Târgoviște       |
| 3. Juni 1979 | Sportul Studențesc    | 0:0 n. V. (4:3 i. E.) | FC Argeș Pitești     | Brăila           |

## Viertelfinale
| Datum         |                     | Ergebnis              |                       | Ort     |
| ------------- | ------------------- | --------------------- | --------------------- | ------- |
| 13. Juni 1979 | Sportul Studențesc  | 4:0                   | Gloria Buzău          | Brăila  |
|               | Dinamo Bukarest     | 3:1                   | FCM Galați            | Buzău   |
|               | Steaua Bukarest     | 3:1                   | Politehnica Timișoara | Craiova |
|               | Steagul Roșu Brașov | 0:0 n. V. (4:3 i. E.) | Universitatea Craiova | Plopeni |

## Halbfinale
| Datum         |                    | Ergebnis  |                     | Ort      |
| ------------- | ------------------ | --------- | ------------------- | -------- |
| 27. Juni 1979 | Sportul Studențesc | 2:1       | Dinamo Bukarest     | Bukarest |
|               | Steaua Bukarest    | 2:1 n. V. | Steagul Roșu Brașov | Pitești  |

## Finale
| Paarung            | Steaua Bukarest – Sportul Studențesc |
| Ergebnis           | 3:0 (2:0) |
| Datum              | 1. Juli 1979 |
| Stadion            | Stadionul 23 August, Bukarest |
| Schiedsrichter     | Nicolae Rainea (Bârlad) |
| Tore               | 1:0 Ion Dumitru (24.) 2:0 Marcel Răducanu (31.) 3:0 Marcel Răducanu (78.) |
| Steaua Bukarest    | Necula Răducanu (84. Vasile Iordache), Teodor Anghelini, Florin Marin, Ștefan Sameș, Ion Nițu, Ion Dumitru, Tudorel Stoica, Anghel Iordănescu, Marcel Răducanu, Adrian Ionescu, Constantin Zamfir Cheftrainer: Gheorghe Constantin                |
| Sportul Studențesc | Dumitru Moraru, Constantin Stroe, Bruno Grigore, Paul Cazan, Ion Munteanu (46. Mircea Sandu), Aurel Rădulescu, Nicolae Tănăsescu, Octavian Ionescu, Romulus Chihaia (57. Marian Mihail), Gino Iorgulescu, Ion Cățoi Cheftrainer: Mircea Rădulescu |